# Porta XI Ensino CB
El Ensino Lugo CB, conocido por motivos de patrocinio como Durán Maquinaria Ensino, es un equipo de baloncesto profesional femenino de la ciudad de Lugo (Galicia). Fundada en 1980, actualmente compite en la Liga Femenina de Baloncesto (Liga Endesa), máxima categoría del baloncesto femenino español. Ensino llegó por primera vez a Primera División en 1995, llegando a las semifinales en cuatro ocasiones por el título de liga y siendo dos veces subcampeón de la Copa de la Reina. También consiguieron dos títulos de Copa de Galicia. El Ensino juega sus partidos como sede en el Pazo dos Deportes, un recinto con capacidad para 6.000 espectadores.

## Historia
Fundado en 1980 como CD Ensino, el club debutó en el tercer nivel del sistema de la liga española, llamado 2ª División Nacional, con la mayoría de jugadores provenientes de la escuela Compañía de María en Lugo. En su séptima temporada, el club terminó tercero y ascendió a la liga de segunda división, denominada 1ª División B. El club jugó en esta división durante siete de las ocho temporadas siguientes, con un descenso a la tercera división y un ascenso inmediato, hasta que 1995, cuando ascienden por primera vez a la liga de primera división, denominada Primera División, con Manel Sánchez como técnico.
El club jugó durante 12 temporadas consecutivas en la primera división española, desde su ascenso en 1995 hasta su descenso en 2007, terminando tercero en tres temporadas (1999, 2000, 2004). Su mejor temporada regular fue en 1998-99, cuando terminaron primeros. Además llegó a la final de la Copa nacional en dos ocasiones (1999, 2002), con Juan Corral como técnico.
Luego de once temporadas y cinco fallidos playoffs de ascenso, Ensino volvió a la Liga Femenina en 2018. Logró una racha de 19 triunfos consecutivos, incluidos los cuatro partidos de los playoffs de ascenso, en la tercera temporada de Juan Nécega como técnico en jefe.
En la temporada 18-19 el equipo se clasificó en 10.ª posición clasificándose para la Copa de la Reina de Vitoria pero no la jugó por clasificarse en octavo lugar y el local quedar por detrás en la clasificación. Durante la temporada jugaron importantes jugadoras como Angela Salvadores o Atonye Nyngifa.
Temporada 19-20 o temporada COVID, no se pudo terminar, pero el equipo estaba en séptima posición. Ganando esta temporada a Perfumerías Avenida y Spar Girona los dos equipos más fuertes de la liga y siendo el único equipo en conseguirlo en los últimos años. Destacaban en este equipo  Stanacev, Bea Sanchez, Nyngifa  y Kalis Loid. El club le da la oportunidad a Carlos Cantero de ser primer entrenador.
En la 20-21 sigue Carlos Cantero como primer entrenador y como segundo esta Fernan Varela aparecen nombres como White, Oma, Vega Gimeno, Hempe o Natalie Van den Adel, además del regreso a casa de Alba Prieto que jugó anteriormente el la cantera del Ensino como Junior.
Temporada 21-22 con Miguel Ángel Ortega como primer entrenador acompañado por Fernán Varela el Ensino debutó en Europa en la Eurocup 21-22 ganando el partido para la clasificación y después ganando dos de los seis partidos de la primera fase. A mitad de temporada Fernan Varela se hace cargo del equipo teniendo la oportunidad de debutar como primer entrenador. La clasificación final en la liga fue el décimo puesto. Esta temporada el equipo estaba compuesto por White, Van den Adel, Georgina Bahí, Maria Z, Sofía Silva, Tamara Abalde, Laura Aliaga, Elena Oma, Marina Lizarazu, Alba Prieto y Alesandra Orsili. Ayudando en toda la temporada jugadoras del equipo junior.
Este año 21-22 la cantera del Ensino clasifica por primera vez 4 equipos para el campeonato de España. Dos femeninos siendo Campeón Gallego en cadete y junior y en masculino siendo subcampeón gallego en Cadete y Junior.

## Nombres de patrocinio
- CD Ensino (1980-1993)
- Fonxesta Ensino (1994–1997)
- Ensino Universidade (1998–1999)
- Ensino Yaya María (1999–2001)
- Yaya María Breogán (2001–2005)
- Yaya María Porta XI (2005–2006)
- Durán Maquinaria Ensino (2007–presente)

## Trayectoria
| Temporada | Nivel | División        | Pos. | G–P   | Postemporada     | Copa de la Reina             | Copa Galicia |
| --------- | ----- | --------------- | ---- | ----- | ---------------- | ---------------------------- | ------------ |
| 1980–81   | 3     | 2ª División     | ?    | ?     |                  |                              |              |
| 1981–82   | 3     | 2ª División     | ?    | ?     |                  |                              |              |
| 1982–83   | 3     | 2ª División     | ?    | ?     |                  |                              |              |
| 1983–84   | 3     | 2ª División     | ?    | ?     |                  |                              |              |
| 1984–85   | 3     | 2ª División     | ?    | ?     |                  |                              |              |
| 1985–86   | 3     | 2ª División     | ?    | ?     |                  |                              |              |
| 1986–87   | 3     | 2ª División     | 2º   | ?     | Ascenso          |                              |              |
| 1987–88   | 2     | 1ª División B   | ?    | ?     |                  |                              |              |
| 1988–89   | 2     | 1ª División B   | ?    | ?     |                  |                              |              |
| 1989–90   | 2     | 1ª División B   | ?    | ?     | Descenso         |                              |              |
| 1990–91   | 3     | 2ª División     | 1º   | ?     | Ascenso          |                              |              |
| 1991–92   | 2     | 1ª División B   | ?    |       |                  |                              |              |
| 1992–93   | 2     | 1ª División B   | ?    |       |                  |                              |              |
| 1993–94   | 2     | 1ª División B   | ?    |       |                  |                              |              |
| 1994–95   | 2     | 1ª División B   | 1º   | ?     | Ascenso          |                              |              |
| 1995–96   | 1     | Liga Femenina   | 10º  | 6–16  |                  | Segunda ronda                |              |
| 1996–97   | 1     | Liga Femenina   | 7º   | 9–13  |                  | Cuartos de final             |              |
| 1997–98   | 1     | Liga Femenina   | 7º   | 11–11 |                  | Cuartos de final (Anfitrión) |              |
| 1998–99   | 1     | Liga Femenina   | 1º   | 22–4  | Semifinales      | Subcampeonas                 |              |
| 1999–00   | 1     | Liga Femenina   | 3º   | 20–6  | Semifinales      | Cuartos de final             |              |
| 2000–01   | 1     | Liga Femenina   | 4º   | 20–6  | Semifinales      | Semifinalista                |              |
| 2001–02   | 1     | Liga Femenina   | 6º   | 16–10 | Cuartos de final | Subcampeonas                 |              |
| 2002–03   | 1     | Liga Femenina   | 12º  | 8–18  |                  |                              |              |
| 2003–04   | 1     | Liga Femenina   | 3º   | 15–11 | Semifinales      |                              | Campeonas    |
| 2004–05   | 1     | Liga Femenina   | 12º  | 8–18  |                  |                              |              |
| 2005–06   | 1     | Liga Femenina   | 10º  | 9–17  |                  | Cuartos de final             |              |
| 2006–07   | 1     | Liga Femenina   | 14º  | 4–22  | Descenso         |                              |              |
| 2007–08   | 2     | Liga Femenina 2 | 8º   | 12–14 |                  |                              |              |
| 2008–09   | 2     | Liga Femenina 2 | 13º  | 8–22  |                  |                              |              |
| 2009–10   | 2     | Liga Femenina 2 | 3º   | 21–7  | Cuartos de final |                              |              |
| 2010–11   | 2     | Liga Femenina 2 | 7º   | 15–11 |                  |                              | Campeonas    |
| 2011–12   | 2     | Liga Femenina 2 | 4º   | 19–7  | Cuartos de final |                              |              |
| 2012–13   | 2     | Liga Femenina 2 | 4º   | 13–7  | Cuartos de final |                              | Campeonas    |
| 2013–14   | 2     | Liga Femenina 2 | 3º   | 19–3  | Cuartos de final |                              |              |
| 2014–15   | 2     | Liga Femenina 2 | 2º   | 19–3  | Cuartos de final |                              |              |
| 2015–16   | 2     | Liga Femenina 2 | 7º   | 12–14 |                  |                              |              |
| 2016–17   | 2     | Liga Femenina 2 | 10º  | 11–15 |                  |                              |              |
| 2017–18   | 2     | Liga Femenina 2 | 2º   | 20–6  | Ascenso          |                              |              |
| 2018–19   | 1     | Liga Femenina   | 10º  | 9–17  |                  |                              | Campeonas    |
| 2019–20   | 1     | Liga Femenina   | 7º   | 11–11 |                  | Cuartos de final             | Campeonas    |
| 2020–21   | 1     | Liga Femenina   | 7º   | 15–15 | Cuartos de final | Cuartos de final             |              |
| 2021–22   | 1     | Liga Femenina   | 10º  | 12–18 |                  |                              |              |
| 2022–23   | 1     | Liga Femenina   | 11º  | 13–17 |                  |                              |              |
| 2023–24   | 1     | Liga Femenina   | 9º   | 14–16 |                  |                              | Campeonas    |
| 2024–25   | 1     | Liga Femenina   | 12º  | 11–19 |                  |                              | Campeonas    |